# Drempeltiefe
Drempeltiefe ist ein Begriff aus der Schleusentechnik an Kanal- oder Flussschleusen.

Darstellung der Drempeltiefe bei Wasserstand in der Schleuse auf Unterwasser

Als Drempel (mittelhochdt.: Drempel = Türschwelle) wird die Schwelle des oberen Schleusentores bezeichnet.

## Funktion
Der Drempel dient, wie die seitlichen Torlager als Anschlag für das geschlossene Tor, zum wasserdichten Abschluss und zur Ableitung des  Wasserdrucks des Oberwassers auf das Dichtungslager der Schleusenkonstruktion. Der Abstand zwischen Drempel und der Wasseroberfläche wird als Drempeltiefe bezeichnet. Das Maß bestimmt den maximalen Tiefgang der Schiffe, die die Schleuse durchfahren können.
Unter anderem im Elektronischen Wasserstraßen-Informationservice (ELWIS) der Wasserstraßen- und Schifffahrtsverwaltung des Bundes können sich Schiffsführer über die höchstzulässigen Fahrrinnen-, Tauch- und Abladetiefen der jeweiligen Wasserstraße informieren.

## Bilder

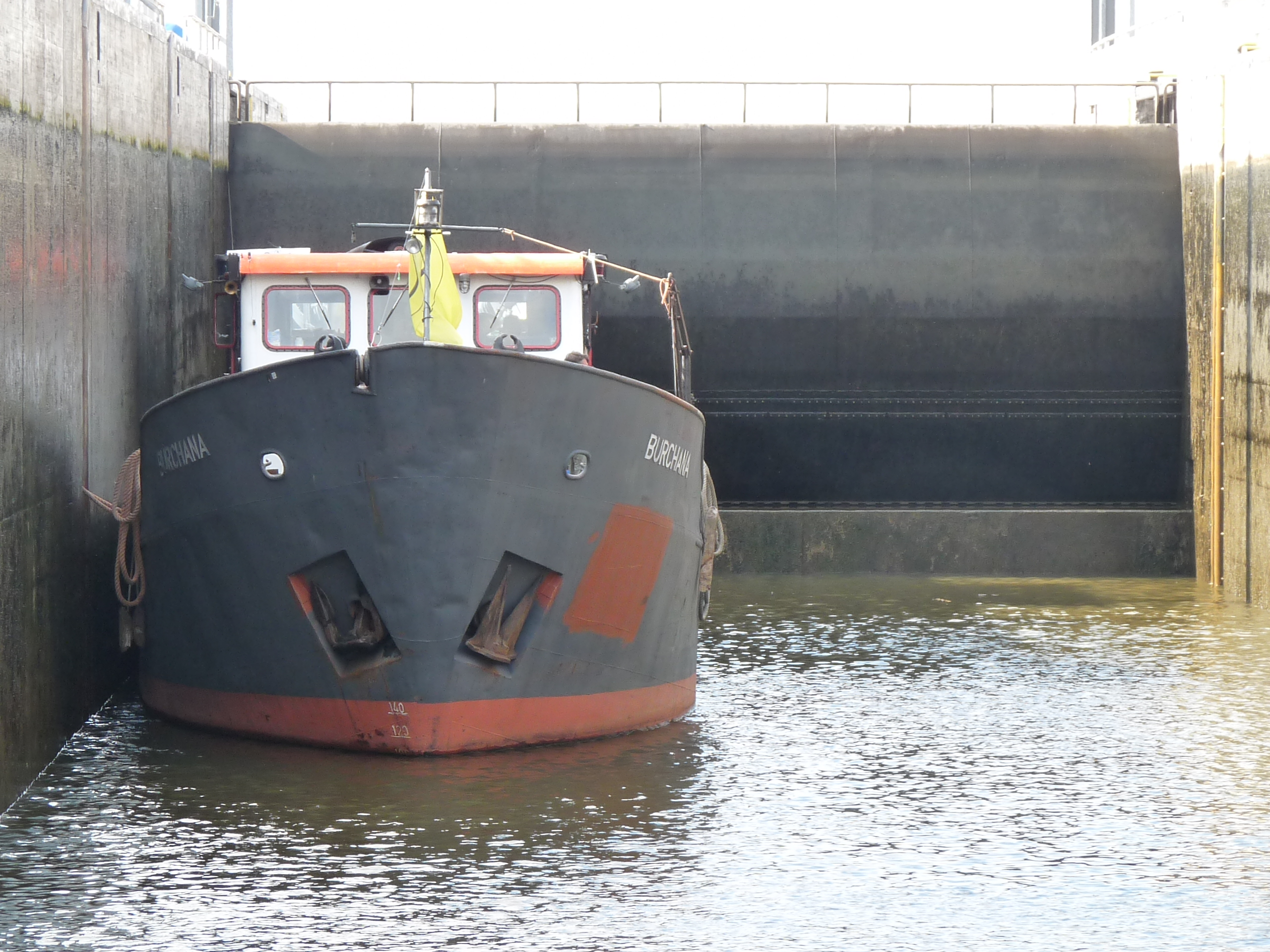
Klapptor mit Drempel
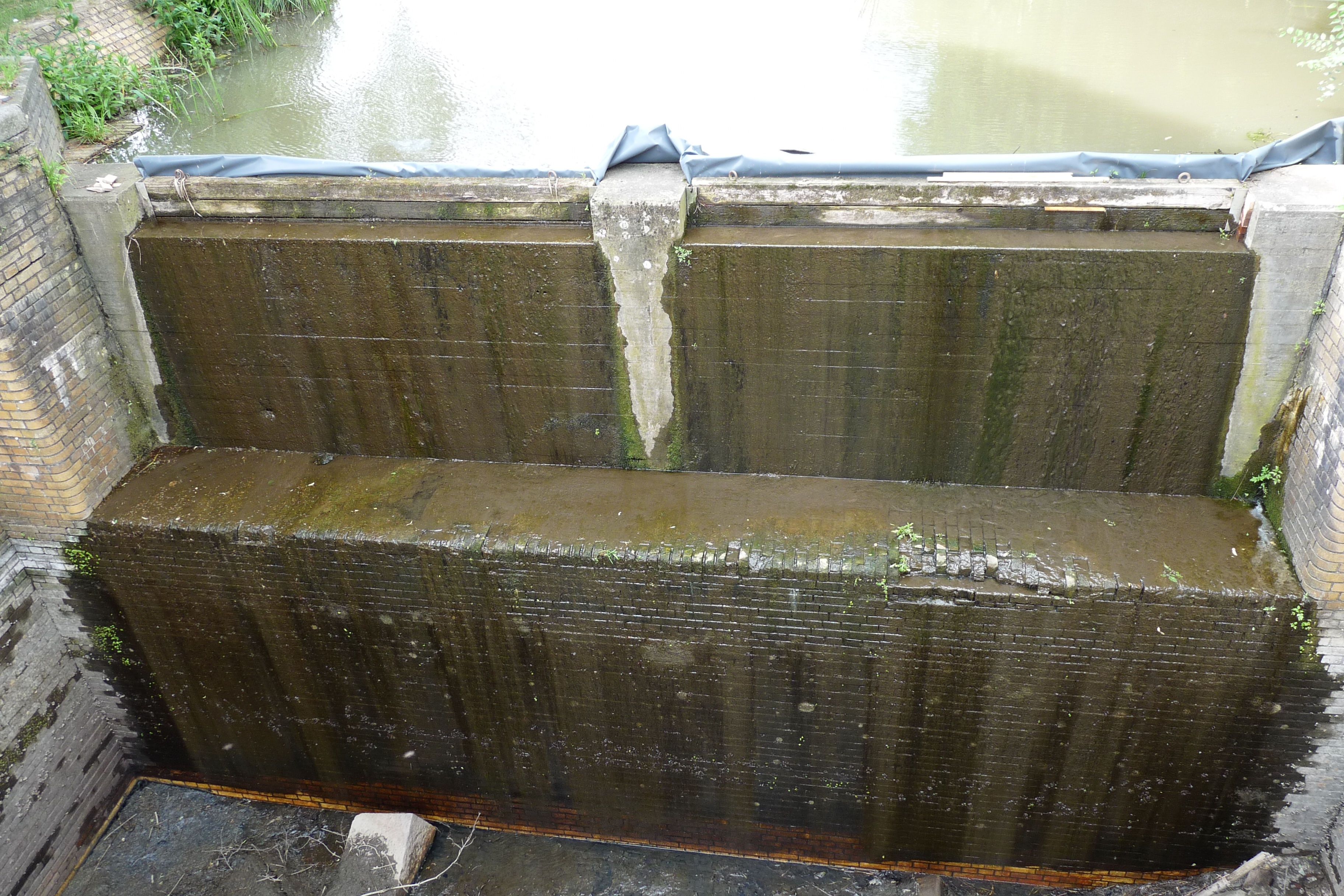
Oberhaupt mit Drempel und Betonwand als heutiger Verschluss